# سرقة القطار الكبرى (رواية)
رواية "السطو الكبير على القطار" (The Great Train Robbery) هي رواية تاريخية صدرت عام 1975 وحققت مبيعات عالية، كتبها مايكل كرايتون، وتُعد ثالث رواية ينشرها باسمه الحقيقي، والثالثة عشرة ضمن مجمل أعماله الروائية. نُشرت لأول مرة في الولايات المتحدة الأمريكية عن طريق دار نشر ألفريد أ. كنوف، التي كانت آنذاك فرعًا من "راندوم هاوس"، ثم أُعيد نشرها لاحقًا عبر دار "آفون"، وهي إحدى العلامات التابعة لـ"هاربر كولنز للنشر".
تسرد الرواية وقائع "السطو الكبير على الذهب عام 1855"، وهي عملية سرقة ضخمة للذهب وقعت على متن قطار أثناء عبوره في إنجلترا خلال العصر الفيكتوري، وتحديدًا في 22 مايو 1855. تدور معظم أحداث الرواية في مدينة لندن. وقد أُنتج فيلم سينمائي مقتبس عن الرواية عام 1978، كتبه وأخرجه مايكل كرايتون بنفسه.

## الحبكة
في عام 1854، يخطط اللص المحترف إدوارد بيرس لسرقة شحنة من الذهب تزيد قيمتها على 12,000 جنيه إسترليني، تُنقل شهريًا من لندن إلى جبهة حرب القرم. وقد وضعت المصرفية الذهب داخل خزنتين صنعتا خصيصًا لهذا الغرض، تحتوي كل منهما على قفلين، مما يستلزم وجود أربعة مفاتيح لفتح الخزنتين معًا. يستعين بيرس بروبرت آغار، وهو متخصص في نسخ المفاتيح، ليكون شريكًا له في تنفيذ العملية.
الهدف الأول لبيرس هو المفتاح الذي يحتفظ به رئيس البنك، إدغار ترينت. ومن خلال مراقبة دقيقة ومحادثات مع موظفي البنك ومحاولة نشل متعمدة وفاشلة، يتمكن بيرس من استنتاج أن مفتاح ترينت محفوظ في قصره الخاص. بمساعدة عشيقته القديمة، وهي ممثلة تُعرف فقط باسم "الآنسة ميريام"، ومعاونه الوفي بارلو، سائق العربة، يتمكن بيرس وآغار من التسلل بنجاح إلى منزل ترينت وقبو النبيذ ليلاً، ويصنعان نسخة شمعية من المفتاح.
يعاني مدير البنك هنري فاولر من مرض الزهري ويطلب من صديقه بيرس مساعدته في إيجاد علاج له: وهو النوم مع عذراء. وبعد أن يُفترض أنهما قد رتبَا الأمور من خلال "قحب&" (وهي في الواقع "الآنسة ميريام")، ويقومان بفرض سعر باهظ عليه يبلغ مائة وخمسين غينيا، يقوم بيرس وآغار بنقل انطباع عن مفتاح فاولر، الذي يحمله دائمًا معه حول عنقه ولكنه يخلعه ويتركه مع ملابسه أثناء لقائه مع العذراء.
المفتاحان الآخران محفوظان في مكتب قسم الشحن بمحطة جسر لندن. يساعد بيرس اللص "كلين ويلي" ويليامز على الهروب من سجن نيوغيت، ويتمكن المجرمان من صنع نسخ شمعية للمفتاحين في محطة القطار، ويكملان المهمة في اللحظات الأخيرة قبل أن يتم اكتشافهما. وبعد أن أصبح لديهما نسخ من جميع المفاتيح الأربعة، يقوم بيرس برشوة بيرجس، الحارس القطار ذو الأجر المنخفض الذي يركب في عربة الأمتعة التي تحتوي على الخزائن. يتمكن آغار بعد ذلك من إجراء تجربة سرقة تجريبية في 17 فبراير 1855، للتأكد من أن المفاتيح المنسوخة تعمل بشكل مثالي.
تم تحديد موعد السطو الفعلي في 22 مايو، لكن خطط بيرس تعرضت مرة أخرى للعرقلة عندما تحول "كلين ويلي" فجأة إلى مصدر للمعلومات للشرطة. يقوم سائق بيرس، بارلو، بقتل ويلي قبل أن يتمكن من الكشف عن أهم المعلومات، على الرغم من أن ويلي قد كشف ما يكفي ليجعل إدوارد هارانبي، محقق كبير في سكوتلاند يارد، يستنتج أن هناك سطوًا كبيرًا يُخطط له. من خلال التلاعب الدقيق بمصدر آخر للمعلومات، يقوم بيرس بتوجيه انتباه الشرطة إلى سطو مزعوم على أموال شركة الكابلات عبر الأطلسي في غرينويتش، مما يتيح للصوص الفرصة للتحرك بحرية وتنفيذ السطو في النهاية.
في اليوم التالي، يعم الاضطراب معظم إنجلترا بعد اكتشاف السطو، حيث تتبادل كل منظمة معنية بشحنة الذهب اللوم فيما بينها، مع وجود قليل من الأدلة حول الجناة الحقيقيين ولا فكرة عن كيفية تنفيذ العملية. يختفي أعضاء العصابة عن الأنظار.
بعد ثمانية عشر شهرًا، تُقبض على عشيقة آغار أثناء محاولتها سرقة رجل سكران، فتقوم بالإفصاح عن آغار لتفادي السجن. يتم القبض على آغار بتهمة غير مرتبطة، ويصبح مصدرًا للمعلومات بعد أن هددته الشرطة بقيادة هارانبي بنقله إلى أستراليا. يتم القبض على بيرس وبيرجس خلال حدث لمصارعة الجوائز في مانشستر، وفي النهاية يُدان الثلاثة. يُحكم على بيرس بعقوبة سجن طويلة، لكنه يهرب أثناء نقله من المحكمة ويختفي، مع الأموال المسروقة من "السطو الكبير على القطار".

## الشخصيات
- إدوارد بيرس - لص محترف يتنكر كنبيل بين معارفه من الطبقة العليا في إنجلترا الفيكتورية. يُعتبر بيرس واحدًا من أكثر الشخصيات غموضًا في أعمال كرايتون، حيث لا يُعرف تقريبًا أي شيء عن خلفيته؛ بل إن اسمه نفسه قد يكون زائفًا، حيث يشير البعض إليه أيضًا باسم "جون سيمس" مع ألقاب أخرى. ومع ذلك، تظهر أفعاله وأفكاره في الكتاب دائمًا ذكاء حادًا ومعرفة واسعة تفوق بكثير معرفة زملائه من المجرمين؛ ربما تكون أعظم ميزاته هي قدرته على التنقل بسهولة بين العالم السفلي البريطاني والأرستقراطية. طوال فترة تخطيط وتنفيذ "السطو الكبير على القطار"، يظل بيرس دائمًا حذرًا، ولا يثق أبدًا في أي شخص بشكل كامل—وهذا الحذر يُبرر في النهاية حيث يقوم آغار، أقرب مساعديه، ببيعه في النهاية.
- روبرت آغار - شاب في السادسة والعشرين من عمره يعمل كـ "مُفكك أقفال" (لص ماهر في نسخ المفاتيح وفتح الأقفال) في بداية الرواية. يُعد آغار عنصرًا حاسمًا في نجاح "السطو الكبير على القطار"، رغم أنه أيضًا المسؤول إلى حد كبير عن القبض على الجناة في النهاية. يبدو أنه على دراية كبيرة بالعديد من المجرمين، ويساعد بيرس في التعرف على العديد من الأشخاص المهمين، بما في ذلك المُخبر "تشوكي بيل" وكذلك اللص "كلين ويلي". على الرغم من أنه يصبح مصدرًا للمعلومات لصالح الشرطة في نهاية الكتاب على أمل تجنب نقله إلى أستراليا، إلا أن القاضي يقرر إرساله إلى هناك على أي حال، ويموت آغار كغني. يصوّر مايكل كرايتون روبرت آغار كخادم لبيرس ذو ذكاء محدود، رغم أن نظيره في الحياة الواقعية كان هو الذي دبر معظم عملية السطو ونجح في الإفلات من العقاب مع تلقيه عقوبة خفيفة.
- كلين ويلي - يُعترف عمومًا بأنه أفضل "لص ساحب" (متخصص في سرقة الحقائب) في لندن، على الرغم من أن مهاراته كانت على ما يبدو غير كافية لمنع اعتقاله وسجنه (والذي حدث مرتين على الأقل قبل وأثناء القصة). يبذل إدوارد بيرس مبلغًا كبيرًا من المال لمساعدة ويلي على الهروب من سجن عالي الأمن بهدف وحيد هو تجنيد مساعدته في السطو على القطار. بعد إتمام مهامه بنجاح، يتقاضى ويلي أجره من بيرس ويختفي لبعض الوقت من السرد قبل أن يظهر مجددًا كمصدر للمعلومات لدى الشرطة، مما يهدد الخطة بأكملها. في النهاية، يتم خنقه بواسطة بارلو في منزل مؤقت.
- بارلو - بلطجي عنيف وسارق سابق يخدم إدوارد بيرس بإخلاص كسائق عربة، على الرغم من أن خدماته تُستخدم أيضًا لأغراض أخرى، مثل قتل كلين ويلي. يتمكن هو و"الآنسة ميريام" من التهرب من القبض عليهما من قبل السلطات، وفي النهاية يقومان بإنقاذ بيرس من قبضة الشرطة قبل أن يختفي الثلاثة تمامًا.
- الآنسة ميريام - عشيقة إدوارد بيرس التي يُنظر إليها عمومًا على أنها ذات جمال كبير من قبل الشخصيات الأخرى في الكتاب. هي أيضًا ممثلة موهوبة وتؤدي أدوارًا قصيرة لكنها مهمة في تنفيذ السطو على القطار (مثل التظاهر بأن آغار هو شقيقها الميت وتشتيت انتباه السيد فاولر بينما يقوم بيرس بفتح عربة الأمتعة). في العديد من الجوانب، هي وبيرس متشابهان ومناسبان لبعضهما البعض: كلاهما مبدع ويملك القدرة على الاختلاط مع الرجال والنساء من جميع الطبقات.

## الخلفية
أصبح كرايتون على دراية بالقصة عندما كان يُلقي محاضرات في جامعة كامبريدج. بعد ذلك قرأ نصوص محاكمة المحكمة وبدأ في بحث فترة التاريخ التي جرت فيها الأحداث.

## انحرافات التاريخية
القصة هي تمثيل خيالي للأحداث التاريخية، رغم أن الإعداد يُعتبر دقيقًا إلى حد كبير. تم تغيير أسماء الشخصيات في الرواية؛ على سبيل المثال، تم تغيير اسم البطل الرئيسي ويليام بيرس إلى إدوارد بيرس، واسم إدوارد آغار إلى روبرت آغار. صرح كرايتون بأنه لأغراض السرد، لم يرغب في أن يُقيد بما حدث فعلاً.
يمكن العثور على سرد دقيق وغير خيالي للسطو في كتاب ديفيد سي. هانراهان "السطو الكبير الأول على القطار"

## استقبال
وصفتها صحيفة نيويورك تايمز بأنها "أفضل رواية إثارة للسيد كريشتون حتى الآن". ووصفتها صحيفة لوس أنجلوس تايمز بأنها "ممتعة للغاية".
كان الكتاب أحد أكثر الروايات مبيعًا في الولايات المتحدة في عام 1975.
تم إصدار ثلاثة إصدارات من الكتب الصوتية:
- نسخة مختصرة قرأها مايكل كامبستي وأصدرتها دار نشر راندوم هاوس على شريط صوتي في عام 1996 ((ردمك 978-0-6794-4895-2) ).
- نسختان غير مختصرتين على قرص مضغوط، إحداهما قرأها سيمون بريبل وأصدرتها شركة Recorded Books, LLC في عام 2000 ((ردمك 978-1-4281-1831-7) ) وواحدة قرأها مايكل كيتشن وأصدرتها شركة Brilliance Audio في عام 2015 ((ردمك 978-1-5012-1670-1) ).

## اقتباس الفيلم
تحولت الرواية لاحقًا إلى فيلم عام 1978 بعنوان "سرقة القطار الأولى الكبرى" من إخراج كريشتون وبطولة شون كونري في دور بيرس، ودونالد ساذرلاند في دور أجار ، وليزلي آن داون في دور ميريام. على عكس الحادث الحقيقي، يتم القبض على بيرس فقط ومحاكمته ويظهر جميع الأبطال وهم يهربون إلى الحرية بعد المحاكمة. تم ترشيح الفيلم لجائزة أفضل تصوير سينمائي من الجمعية البريطانية للمصورين السينمائيين، كما تم ترشيح الفيلم أيضًا لجائزة أفضل فيلم سينمائي من قبل جمعية كتاب الغموض الأمريكية. كانت موسيقى الفيلم التي كتبها جيري جولدسميث قصيرة، ولكنها ظلت من المفضلات في ذخيرة الملحن، وتم إصدار نسخة موسعة من الموسيقى في عام 2004.